# 박선영 (연출가)
박선영은 대한민국의 텔레비전 드라마 연출감독이다.

## 학력 및 경력
- MBC 프로듀서

## 드라마
- 2022년 MBC 수목 미니시리즈 《일당백집사》 ... 공동연출